# NGC 3443
NGC 3443 ist eine lichtschwache Spiralgalaxie vom Hubble-Typ Scd im Sternbild Löwe auf der Ekliptik. Sie ist schätzungsweise 47 Millionen Lichtjahre von der Milchstraße entfernt und hat einen Durchmesser von etwa 50.000 Lichtjahren.
Im selben Himmelsareal befinden sich u. a. die Galaxien NGC 3454, NGC 3455, NGC 3457, NGC 3461.
Das Objekt wurde am 24. April 1887 von Lewis Swift entdeckt.